# Ogija Kendzsi
Ogija Kendzsi (japán: 扇 谷 健 司) (Chigasaki, Kanagava prefektúra, 1971. január 3. –) japán nemzetközi labdarúgó-játékvezető.

## Pályafutása

### Nemzeti játékvezetés
A játékvezetői vizsgát 1998-ban az egyetemi időszakában tette le, majd a területi Liga bírójaként kezdte szolgálatát. Nemzeti labdarúgó-szövetségének megfelelő játékvezető bizottságai minősítése alapján jutott magasabb osztályokba. 2008-tól lett a J. League Division 1 és a 2008-tól lett a J. League Division 2 játékvezetője. 2009-től a Ekstraklasa bírója. A küldési gyakorlat szerint rendszeres 4. bírói, illetve alapvonalbírói szolgálatot is végez. Első ligás mérkőzéseinek száma: 121 (2015. július 19.).

### Nemzetközi játékvezetés
A Japán labdarúgó-szövetség Játékvezető Bizottsága (JB) terjesztette fel nemzetközi játékvezetőnek, a Nemzetközi Labdarúgó-szövetség (FIFA) 2007-től tartja nyilván bírói keretében. Több nemzetek közötti válogatott és AFC Cup klubmérkőzést vezetett, vagy működő társának 4. bíróként segített. A  nemzetközi játékvezetéstől 2010-ben búcsúzott.

#### Ázsia-kupa
Katar rendezte a 15., a 2011-es Ázsia-kupa labdarúgó tornát, ahol az AFC hivatalnokként vette igénybe szolgálatát.

##### 2011-es Ázsia-kupa

###### Selejtező mérkőzés
| Időpont          | Helyszín                    | Mérkőzés típusa           | Mérkőzés             | Eredmény | Nézők száma |
| ---------------- | --------------------------- | ------------------------- | -------------------- | -------- | ----------- |
| 2010. március 3. | Lang Park Stadion, Brisbane | előselejtező (B. csoport) | Ausztrália–Indonézia | 1 – 0    | 20 422      |

#### Arab-öböl Nemzetek Kupája
Jemen rendezte a 20., a 2010-es Gulf Cup labdarúgó tornát, ahol az AFC játékvezetőként vette igénybe szolgálatát.

##### 2010-es Gulf Cup
| Időpont            | Helyszín                   | Mérkőzés típusa              | Mérkőzés                             | Eredmény |
| ------------------ | -------------------------- | ---------------------------- | ------------------------------------ | -------- |
| 2010. november 25. | Al-Wihda Stadion, Zinjibar | csoportmérkőzés (A. csoport) | Szaúd-Arábia–Kuvait                  | 0 – 0    |
| 2010. december 2.  | Május 22. Stadion, Áden    | egyik elődöntő               | Egyesült Arab Emírségek–Szaúd-Arábia | 0 – 1    |

#### Kelet-ázsiai labdarúgó-bajnokság
Kína rendezte a 3., a 2008-as kelet-ázsiai labdarúgó-bajnokságot, ahol a AFC JB bíróként foglalkoztatta.

##### 2008-as kelet-ázsiai labdarúgó-bajnokság

###### Selejtező mérkőzés
| Időpont          | Helyszín               | Mérkőzés típusa              | Mérkőzés             | Eredmény | Nézők száma |
| ---------------- | ---------------------- | ---------------------------- | -------------------- | -------- | ----------- |
| 2007. június 19. | Nemzeti Stadion, Makaó | csoportmérkőzés (A. csoport) | Észak-Korea–Mongólia | 7 – 0    | 300         |
| 2007. június 24. | Nemzeti Stadion, Makaó | döntő                        | Észak-Korea–Hongkong | 1 – 0    | 300         |

#### Touloni Ifjúsági Torna
A 36. Touloni Ifjúsági Torna keretében a FIFA JB bíróként foglalkoztatta.
| Időpont         | Helyszín                            | Mérkőzés típusa              | Mérkőzés                     | Eredmény |
| --------------- | ----------------------------------- | ---------------------------- | ---------------------------- | -------- |
| 2008. május 21. | Mayol Stadion, Toulon               | csoportmérkőzés (B. csoport) | Törökország–Egyesült Államok | 3 – 2    |
| 2008. május 24. | Saulnier Stadion, Saint-Cyr-sur-Mer | csoportmérkőzés (A. csoport) | Franciaország–Hollandia      | 0 – 1    |